# 에어포스섬

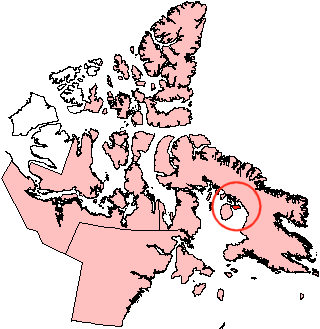

에어포스섬(Air Force Island)은 배핀섬 남서쪽에 위치한 무인도로, 캐나다 누나부트 준주에 속한다. 면적은 1,720km2. 인근의 프린스찰스섬, 폴리섬과 같이 1948년 캐나다 왕립 공군에 의해 처음 발견되었고, 공군(Air Force)에서 그대로 이름을 따왔다.